# أحداث قفصة

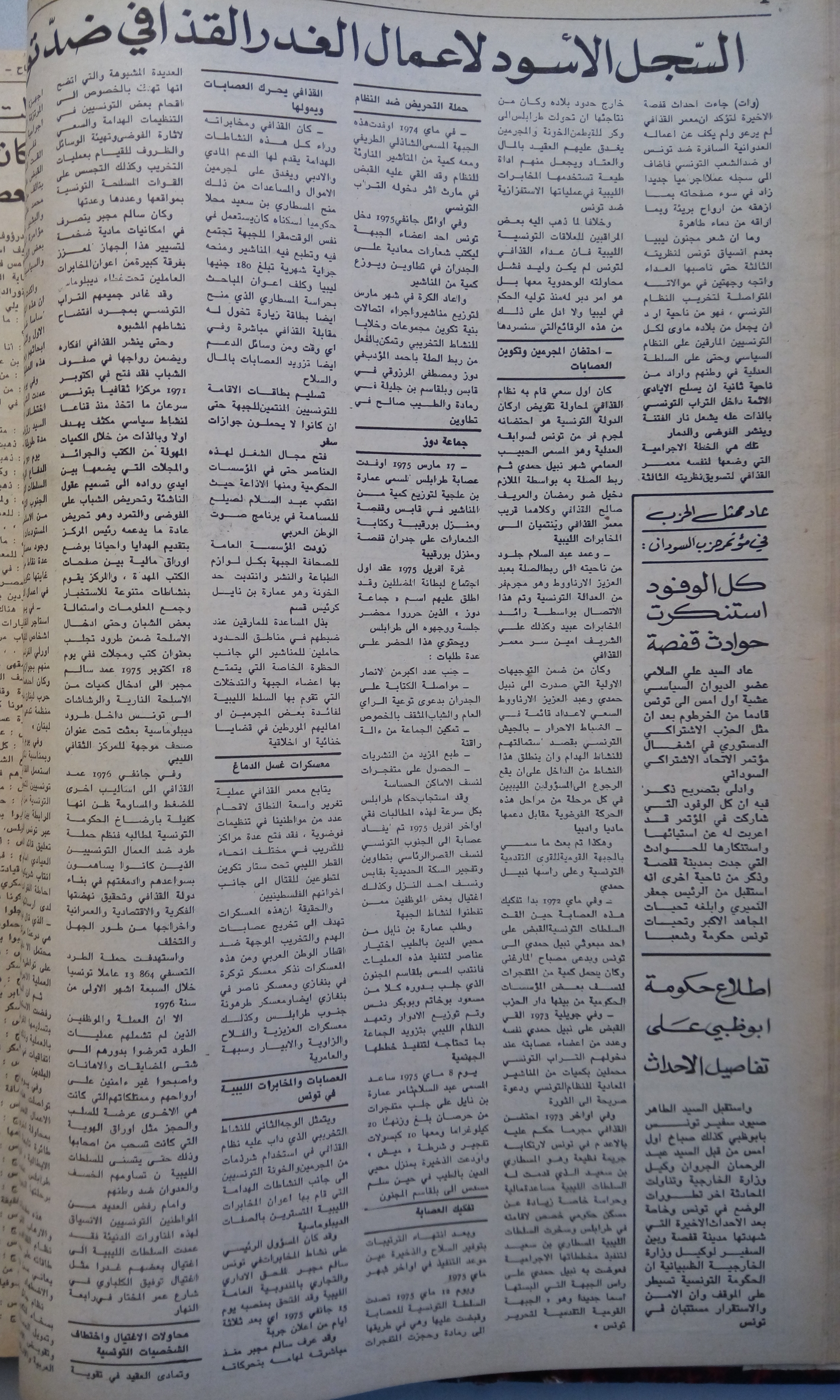
مقالة في جريدة الصباح التونسية بتاريخ 5 فبراير 1980 حول أحدث قفصة 1980، ودور القذافي

أحداث قفصة، هو الاسم الذي أطلق على العملية المسلحة التي قام بها كوموندوس من المعارضين التونسيين ذى توجه عروبي في يناير 1980 بعده تسربهم إلى مدينة قفصة عبر مدينة تبسة بالجزائر. تمكن المهاجمون من السيطرة على أغلب مراكز المدينة إلا أن دعواتهم للسكان إلى التمرد باءت بالفشل. تمكنت قوات الأمن والجيش التونسيين في نهاية المطاف من إعادة السيطرة على المدينة وأسر المهاجمين بما فيهم قائد المجموعة. أدت العملية إلى تأزم حاد في العلاقات بين تونس وليبيا وأثرت سلبا على علاقات الحكومة التونسية بالنظام الجزائري في الثمانينات.

## الأحداث

### الهجوم
كانت مدينة قفصة يوم الهجوم شبه خالية من أي وجود عسكري حقيقي حيث كان فوج المشاة المرابط بالمدينة في مهام دورية ومراقبة في الصحراء وعلى الحدود مع ليبيا حيث كان الجيش الليبي حينها يقوم بمناورات قريبة من الحدود ولم يتواجد في القاعدة العسكرية التي تنقسم بدورها إلى ثكنة خارجية وثكنة داخلية سوى:
- فصيل للحراسة
- فصيل قيادة ومصالح
- فصيل تابع لفوج الشرف كان عائدا من استقبال بورقيية في مدينة توزر القريبة
- 300 مجند مستجد عزل وخاضعين لتطعيم التي.أ.بي الذي يستوجب راحة ب48 ساعة.

بدأ الهجوم على الساعة الثانية فجرا من يوم 27 يناير على القاعدة العسكرية بالأسلحة الخفيقة والمتوسطة ونتج عنه بحلول الثامنة صباحا اقتحام الثكنة الخارجية بعد وقوع قتلى وجرحى من الطرفين ونقل 300 مجند مستجد إلى القاعة الرياضية كأسرى إضافة إلى حافلة ركاب جزائريين كانت متجهة إلى طرابلس
كما تم قتل عدد من المدنيين الذين رفضوا حمل السلاح والاشتراك في العملية في حين واصلت الثكنة الداخلية القتال والمقاومة ولم يتمكنوا من اقتحامها.
أرسل المسلحون برقية إلى وكالة فرانس برس يعرفون أنفسهم بانهم جزء من جيش التحرير التونسي وان هدفهم هو «القضاء على ديكتاتورية الحزب الحاكم والهيمنة الاستعمارية»

### الهجوم المعاكس
تمكنت القوات التونسية في ذات اليوم من تطهير اغلب احياء المدينة والسيطرة عليها وخلال ثلاثة أيام تم تحرير كل الاسرى رغم اعدام عدد منهم من قبل المسلحين ومقتل آخرين خلال الاشتباكات بين الجيش والمسلحين.

### ردود الفعل
استغرق وصول الجيش التونسي إلى المدينة ومحاصرتها 11 ساعة تقريبا بعد بداية العملية، حيث وصلت طليعة القوات المهاجمة صباح يوم 28 يناير وتمثلت في وحدتين قتاليتين من الفيلق 33 الموجود بمدينة القصرين (125 كم إلى شمال قفصة تقريبا) تلتها وحدة مدرعات ثقيلة من الفيلق 31 الموجود في قابس (136 كم جنوب شرق قفصة)
كما اعلنت كل من فرنسا والولايات المتحدة نيتهما اقامة جسر جوي لتوفير السلاح تحسبا لتدخل ليبي، أرسل الفرنسيون مروحتي بوما مباشرة وفريقا من المستشارين العسكريين للمساعدة في العمليات
كما تم إرسال 3 قطع بحرية و 5 غواصات من ميناء تولون إلى تونس، الولايات المتحدة أرسلت كذلك جزءا من سفن الاسطول السادس.
اما المملكة المغربية فقد أرسلت طائرة نقل ومروحيات واعبرت عن استعدادها للمساعدة في العمليات ووقوفها إلى جانب تونس، من جهتها ادانت الجزائر الوجود الأجنبي في البلاد والتدخل الليبي كذلك.
تمكنت القوات التونسية في ذات اليوم من تطهير اغلب احياء المدينة والسيطرة عليها وخلال ثلاثة أيام تم تحرير كل الاسرى رغم اعدام عدد منهم من قبل المسلحين ومقتل آخرين خلال الاشتباكات بين الجيش والمسلحين.
تم اسر 40 مسلحا تقريبا حكم على اغلبهم بالإعدام ونفذ فيهم الحكم وعلى رأسهم قائد الهجوم احمد المرغني.

## النتائج

### المحاكمات
ويكشف التحقيق أن ثلاثين من المهاجمين القادمين من العاصمة الليبية طرابلس، وصلوا الجزائر العاصمة عبر بيروت وروما ثم عبور الحدود التونسية-الجزائرية على مشارف مدينة تبسة بضوء أخضر من مسؤول رفيع في المخابرات الجزائرية، هو العقيد سليمان هوفمان. حيث بالرغم من إدانة الرئيس الشاذلي بن جديد للعملية وإصدار السلطات الجزائرية بيان أكدت فيه أن حرس مراقبة الحدود لم يسجل أي تسرب لأشخاص أو لحركة مشبوهة، إلا أن الوزير الأول التونسي الهادي نويرة شكك في هذا الموقف معتبرا أن الحكومة الجزائرية ضالعة في أحداث قفصة مستندا في ذلك إلى اعترافات القائد السياسي عز الدين الشريف الذي أقر بوجود علاقة تربطه بالسلطات الجزائرية وبالخصوص بجهاز مخابراتها، وهي العلاقة التي نسجت أثناء اشتغال «الشريف» لصالح جبهة البوليزاريو. وصل آخرون إلى تونس عبر مرسيليا وروما، حيث مكثوا جميعا في الخفاء في قفصة لعدة أيام. كان أحدهم قد أدين سابقا في 1972 بتونس وأعفي عنه في 1976. كانت قوات الكوماندوس تنوى إعلان نفسها «حكومة ثورية» ثم الإنتظار، وإذا لزم الأمر، الحصول على «مساعدة خارجية» و «حشد الشعب».
في أبريل، حكمت محكمة أمن الدولة على حوالي أربعين متهماً: أُعدم خمسة عشر وحُكم على خمسة وعشرين بالسجن المؤبد. فيما تمكن الآخرون من الفرار. وسعت منظمات حقوقية داخل تونس وخارجها، من بينها الرابطة التونسية للدفاع عن حقوق الإنسان، للحيلولة دون تنفيذ أحكام الإعدام. وبدت الأمور بعد تلك الحملة، كما لو أن بورقيبة سيعفو عن عشرة منهم. لكن الزعيم ياسر عرفات، القادم إلى تونس من قمة دول «الصمود والتصدي» في ليبيا، لم يُحسن مخاطبة بورقيبة في الأمر، مما أثار غضب الرئيس فرفض التوقيع على العفو.
أثارت المحاكمة انتقادات من المعارضين في الخارج وعلى وجه الخصوص من حركة الوحدة الوطنية لأحمد بن صالح.

## مقالات ذات صلة
- أحداث الحوض المنجمي.